# Steinunn Refsdóttir
Steinunn Refsdóttir oder Steinunn Dálksdóttir (* im 10. Jahrhundert; † nach 999) war eine isländische Dichterin. Sie ist aus mehreren altisländischen Quellen bekannt.

## Überlieferung
Den genealogischen Aufzählungen der Landnámabók zufolge waren Finna Skaftadóttir, eine Enkelin des Landnehmers Þórðr gnúpa, ihre Mutter und Refr inn mikli („Fuchs der Große“) ihr Vater; in einer Handschrift heißt sie jedoch Steinunn Dálksdóttir („Tochter von Dálkr“). Statt Steinunn gibt eine der Handschriften der Njáls saga ihren Namen fälschlich als Steinvǫr an; es handelt sich vermutlich um einen Schreibfehler, möglicherweise auch um eine Verwechslung mit der späteren Dichterin Steinvǫr Sighvatsdóttir. Steinunn stammte aus einer Familie von Goden und heiratete Gestr Björnsson, einen Nachfahren der Goden von Hofgarðar. Steinunn und Gestr lebten in Hofgarðar und hatten einen gemeinsamen Sohn, der Hofgarða-Refr Gestsson oder Skáld-Refr („Skalden-Fuchs“) genannt wurde; von ihm sind ebenfalls Skaldenstrophen überliefert.
Am ausführlichsten erzählt die Brennu Njáls saga von Steinunn. Dieser Isländersaga zufolge trat sie, vermutlich im Jahr 999, dem christlichen Missionar Þangbrandr, der zur Christianisierung Islands ausgesandt worden war, wie eine heidnische Priesterin oder Missionarin entgegen und dichtete im Rahmen ihres Streitgespräches die folgenden zwei Strophen im Dróttkvætt über einen zuvor erwähnten Schiffbruch des Missionars:

“Braut fyrir bjǫllu gæti,

bǫnd ráku val strandar,

mǫgfellandi mellu,

móstalls, vísund allan;

hlífðit Kristr, þá er kneyfði

knǫrr, málmfeta varra;

lítt ætla ek, at guð gætti

Gylfa hreins at einu.
Þórr brá Þvinnils dýri

Þangbrands ór stað lǫngu,

hristi buss ok beysti

barðs ok laust við jǫrðu;

munat skíð of sæ síðan

sundfœrt Atals grundar,

hregg því at hart tók leggja,

hánum kent, í spánu.”

„Der Töter-des-Verwandten-der-Riesin (= Þórr) brach den ganzen Wisent-der-Möwenkrippe (= Schiff) des Glockenwächters (= Priester, also Þangbrandr), die Götter zerstörten den Falken-des-Strandes (= Schiff); Christus schützte nicht den Erztreter-des-Kielwassers (= Schiff), als das Schiff zerdrückt wurde; kaum, denke ich, wachte Gott über Gylfis Rentier (= Schiff).

Þórr bewegte das lange Tier-des-Þvinnill (= Schiff) des Þangbrandr davon, schüttelte und schlug den Buchs des Stevens (= Schiff) und schmetterte ihn auf die Erde; seither wird der Ski-des-Bodens-des-Atall (= Schiff) nicht mehr auf der See schwimmen, denn ein heftiger Sturm, von ihm (= Þórr) verursacht, zerlegte ihn in Späne.“

In der Kristni saga ist die Reihenfolge der zwei Strophen umgekehrt.
Þórr erscheint in Steinunns Dichtung als aktiv handelnde Kraft hinter dem Schiffbruch, während Gott und Christus untätig bleiben. Die Verse der lausavísa mit ihren zahlreichen Kenningar zeigen Steinunns umfangreiche Kenntnis der älteren Skaldendichtung – zum Beispiel erinnert die Kenning bjǫllu gætir (Glockenwächter = Priester) in ironischer Weise an mit gætir gebildete Kenningar über Krieger und Könige – und bilden eine spöttische Umkehrung des skaldischen Motivs der erfolgreichen Seereise.